# Río Blanco (vattendrag i Costa Rica, Limón, lat 10,29, long -83,84)
Río Blanco är ett vattendrag i Costa Rica.   Det ligger i provinsen Limón, i den centrala delen av landet, 50 km nordost om huvudstaden San José.